# A Novel Experiment
A Novel Experiment  è un cortometraggio muto del 1911 diretto da Joseph A. Golden.
Fu il secondo film interpretato da Winifred Greenwood, un'attrice che lavorò due anni per la Selig, girando circa sessanta film con la casa di produzione di Chicago.

## Produzione
Il film fu prodotto dalla Selig Polyscope Company.

## Distribuzione
Distribuito dalla General Film Company, il film - un cortometraggio in una bobina - uscì nelle sale cinematografiche statunitensi il 29 maggio 1911.